# María Mercedes Botero
María Mercedes Botero (Barranquilla, c. 1960) es una psicóloga y empresaria colombiana. Ha sido reconocida y premiada por sus investigaciones en el campo de la Psicología del consumidor. Es fundadora y directora de Inpsicon, una empresa dedicada a la investigación para el desarrollo, evaluación y posicionamiento empresarial. En 2021 fue la primera mujer en ser homenajeada por la Asociación Colombiana de Facultades de Psicología, al incluirla en la serie de memoria histórica sobre los principales maestros de la psicología en Colombia.
Estudió psicología en la Universidad del Norte, de la cual egresó en 1984 con la tesis titulada Revisión teórica Comportamental de los Trastornos Psicosomáticos Asociados a la Úlcera Péptica y Duodenal. Realizó estudios de especialización en Psicología Clínica en 1991 y en Desarrollo Organizacional y Procesos Humanos en 1999. También obtuvo el título de Magíster en Estudios Políticos y Económicos en 2001 y el título de Doctora en Psicología en 2016.
Sus aportes al campo de la psicología del consumidor han sido notables en lengua castellana y en Colombia específicamente, por lo cual ha sido reconocida por diversas instituciones, entre las cuales destacan su propia alma mater por su actividad como estudiante honoraria primero de Psicología en 1984 y luego de la Especialización en Psicología Clínica en 1991, como profesora distinguida en 2003 y por su aporte a la consolidación del departamento de psicología en la misma institución en 2011; la Sociedad Colombiana de Psicología, de la que recibió en 2006 el Premio Colombiano de Psicología en la Categoría Vida y Obra; la Federación Iberoamericana de Agrupaciones y Colegios de Psicología (FIAP), que la elevó a Miembro Honorario de la Orden Profesional en 2008 y el Colegio Colombiano de Psicólogos, que en 2009 le otorgó el Premio Nacional a la Innovación en Psicología aplicada por el portal Inpsicon.com.
Ha sido columnista de los diarios El Heraldo y ADN en su edición para Colombia. En 2017, Caracol Radio la seleccionó como Personaje de la Semana.

## Obras
Entre sus publicaciones más destacadas se encuentran:
- Liderazgo como proceso: investigaciones, reflexiones y acciones. Publicado en 2002.
- Psicología de la Salud. Temas Actuales de Investigación en Latinoamérica. Publicado junto a Luis Flórez Alarcón y Bernardo Moreno Jiménez en 2005.